# Jim Matheson
Jim Matheson (celým jménem James David Matheson; * 21. března 1960 Salt Lake City, Utah, USA) je americký demokratický politik. V letech 2001–2013 byl členem Sněmovny reprezentantů Spojených států amerických za druhý obvod státu Utah a od roku 2013 je prvním členem sněmovny za jeho čtvrtý obvod.
Vystudoval Harvard College, kde získal titul A.B., a následně i UCLA Anderson School of Management s titulem M.B.A.
Jeho otec Scott M. Matheson byl v letech 1977–1985 guvernérem Utahu.